# Carl Klinkhammer
Carl Klinkhammer (* 22. Januar 1903 in Aachen; † 18. Januar 1997 in Düsseldorf), auch bekannt als der Ruhrkaplan, war ein katholischer Priester.
„Dr. Carl Klinkhammer 1903 – 1997. Kaplan in St. Johann Altenessen 1931 – 1933. Der ‚Ruhrkaplan‘ wurde am 21. April 1933 in dieser Kirche St. Johann vor den Augen von 293 Erstkommunionkindern von uniformierten Braunhemden verhaftet. Er war der erste katholische Geistliche, der von den Nationalsozialisten in ‚Schutzhaft‘ genommen wurde. Anlaß war seine Predigt in der Abendandacht am 20. April 1933, an der auch Mitglieder der SA und SS aus der Ortsgruppe Altenessen teilgenommen hatten.“

## Leben
Carl Klinkhammer wuchs in einer Lehrerfamilie auf. Er besuchte das Kaiser-Karls-Gymnasium seiner Heimatstadt und legte dort 1923 das Abitur ab. Im Ersten Weltkrieg hatte er als Schüler in der Betreuung von Verwundeten in einem Aachener Lazarett geholfen; das machte ihn zu einem Pazifisten. Er studierte Philosophie und Theologie in Innsbruck und Bonn und wurde 1926 in Bonn mit einer Dissertation über Kants Stellung zur Musik und ihre Würdigung durch Spätere zum Dr. theol. promoviert. Während seines Studiums in Bonn trat er der W.K.St.V. Unitas Ruhrania bei. Weil er ein Buch des exkommunizierten Kirchenhistorikers Joseph Wittig positiv beurteilt hatte, musste er noch am Tag seines Eintritts ins Priesterseminar auf Anordnung von Kardinal Karl Joseph Schulte es wieder verlassen. Nur dank der Fürsprache Dritter und unter Auflagen wurde ihm die Rückkehr gestattet. Tief geprägt haben ihn in dieser Zeit Friedrich Muckermann und Carl Sonnenschein. 1929 empfing er im Kölner Dom die Priesterweihe.
Als Kaplan in St. Johann Altenessen während der Weltwirtschaftskrise besuchte er die Familien der arbeitslosen Bergleute und nahm sich ihrer Not an. Da er sich nicht scheute, auch zu den Versammlungen der örtlichen KPD zu gehen und dort für die katholische Soziallehre zu werben, wurde er bald als „roter Kaplan“ bekannt. Nachdem die NSDAP und die KPD bei der Reichstagswahl am 14. September 1930 an Stimmen gewonnen hatten, hielt er vielbeachtete Vorträge über die Gefahren des Totalitarismus, sei es des Kommunismus oder des Nationalsozialismus. Tausende strömten in den Nordpark-Saal in Essen, um ihn zu hören. Klinkhammer sprach auch an vielen Orten im Ruhrgebiet und am Niederrhein und sogar in Oberschlesien.

### Widersacher des Nationalsozialismus
Klinkhammers Bekanntheit zog noch größere Kreise durch seine bis in die Kriegszeiten offenen Proteste gegen das nationalsozialistische Regime, die ihm mehrere Verhaftungen einbrachten. Bei einer Ansprache am 22. April 1933, Hitlers Geburtstag, nannte er 10 Punkte der Unvereinbarkeit von Nationalsozialismus und Christentum, darunter die Verfolgung der Juden. Am folgenden Tag wurde er daraufhin erstmals verhaftet. Nach vier Wochen wurde er mit der Auflage entlassen, Essen zu verlassen. Am 23. November 1933 begann in Essen sein Prozess. Die Anklage lautete auf Vergehen gegen den Kanzelparagraphen und gegen die Verordnung zur Abwehr heimtückische Angriffe gegen die Regierung der nationalen Erhebung. Es war der erste Prozess des NS-Staates gegen einen katholischen Priester. Klinkhammer wurde zu sechs Monaten Gefängnis verurteilt. Nachdem sich das Erzbistum Köln verpflichtet hatte, ihn aus der Seelsorge zu entfernen, wurde er vorzeitig freigelassen. 1935 musste er in das Bistum Augsburg (zur Christkönigsgesellschaft in Meitingen) und dann ins Bistum Speyer ausweichen. Dort war er Kaplan in Waldfischbach. Auch 1937 und 1938 saß er „wegen Kanzelmissbrauchs“ wiederholt im Gefängnis, unter anderem in Frankenthal und in Zweibrücken.
Im Zweiten Weltkrieg hatte Klinkhammer, wie er später mit Betrübnis eingestand, nicht die Kraft, den Wehrdienst zu verweigern. Allerdings wollte er sich auch nicht auf das Amt eines Kriegspfarrers bewerben, durch das er schnell in den Rang eines Offiziers der Wehrmacht gelangt wäre, das ihn aber gleichzeitig verpflichtet hätte, die Soldaten auf die Kriegsziele des NS-Regimes einzuschwören und sie mit Hilfe der christlichen Religion soweit mental zu stärken, dass sie mutig für diese Ziele kämpften und starben. So wurde er 1941 als Sanitätssoldat zur 24. Infanteriedivision nach Russland eingezogen. Aufgrund seiner Äußerungen nach einer Weihnachtsfeier wurde ihm Wehrkraftzersetzung vorgeworfen. Ein Militärgericht verurteilte ihn zum Tode. Dank der Intervention eines Wehrmachtsseelsorgers wurde er begnadigt. Nach dem Rückzug über die Ostsee geriet er in Kiel in britische Kriegsgefangenschaft, aus der er Anfang 1946 entlassen wurde.

### Nachkriegszeit
Klinkhammer wurde Kaplan an der Bonner Münsterkirche St. Martin. Als er 1947 die Erschießung eines Familienvaters, der Frau und drei kleine Kinder hinterließ, wegen Diebstahls von Kohle als Mord anprangerte, wurde er auf Druck der britischen Besatzung nach Düsseldorf versetzt und wurde Pfarrer in Heerdt (bis 1991).

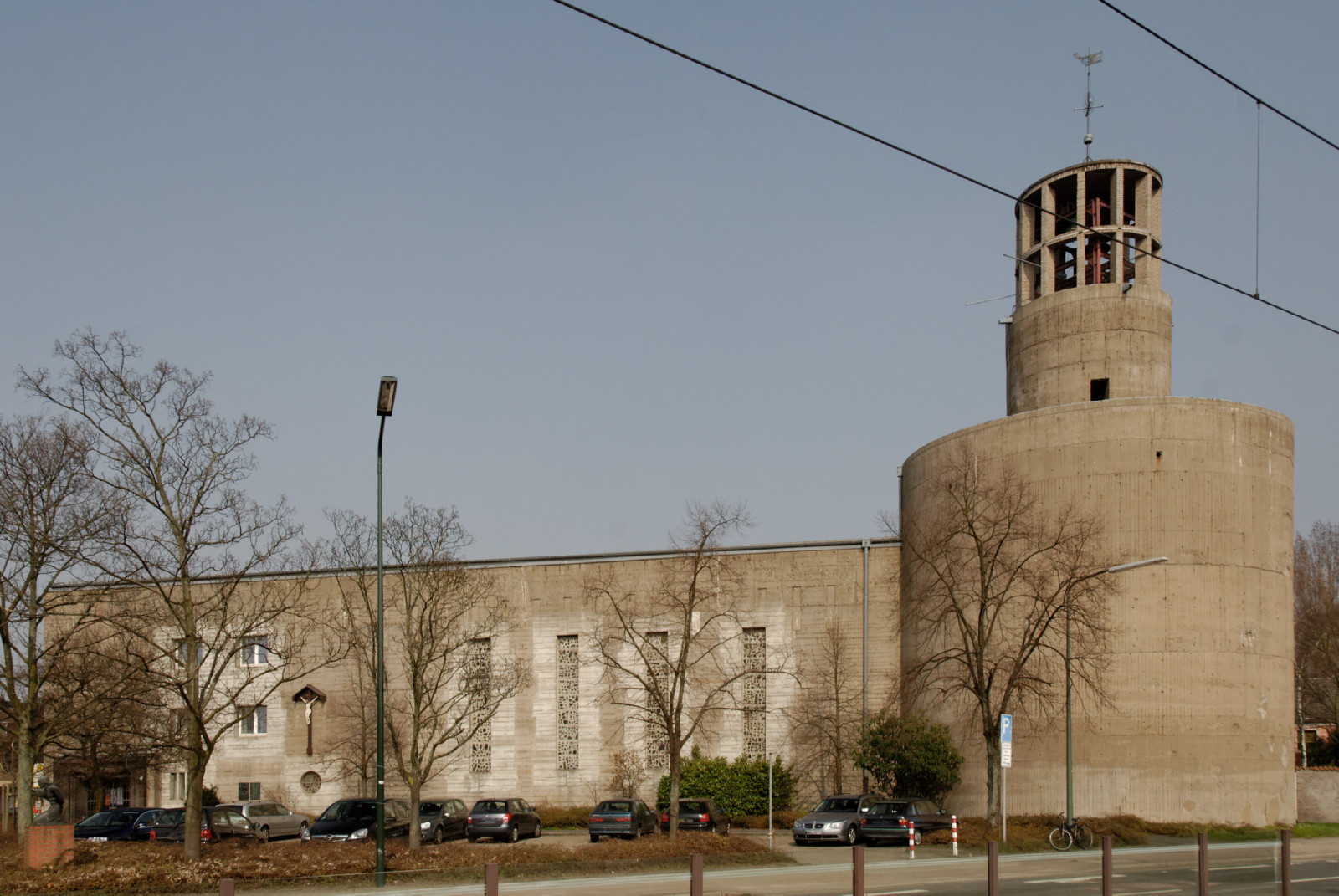
Bunkerkirche

Als Rektoratspfarrer erreichte er von der englischen Kommandantur die Genehmigung, den auf Kirchengrund stehenden Kirchenbunker zu einem Gotteshaus umzubauen, indem die Flakstellung auf dem Dach zum Glockenturm wurde und in die 2,40 Meter dicken Betonwände Kirchenfenster gesprengt wurden. So schuf er am Heerdter „Handweiser“ die Bunkerkirche Sankt Sakrament. Die Baukosten brachte er, als vielgefragter Autor, unter anderem durch zahlreiche Beiträge für Zeitungen auf.
Die Jugendarbeit war ihm sehr wichtig. Da es zwar in der Nähe einen sozialen Brennpunkt gab, der Stadtteil Heerdt zu dieser Zeit aber keine Möglichkeit der sinnvollen Freizeitgestaltung für die Jugend bot, wurde das Obergeschoss des dem Schwesternhaus angeschlossenen Kindergartens als Vorführraum für Theater- und Kinovorführungen ausgestaltet. Das Kino-Programm wurde von Klinkhammer zusammen mit Tauf-, Hochzeits- und Beerdigungsterminen zum Ende eines jeden Gottesdienstes bekanntgegeben. Am Weißen Sonntag besuchte er jedes seiner Kommunionkinder auf ihrer Feier und überreichte ihnen ein bronzenes Kruzifix. In seiner Bunkerkirche predigte er jahrzehntelang bis kurz vor seinem Tod. Nach dem Krieg sah er im Kommunismus die Hauptgefahr.
1961 war Klinkhammer Mitbegründer der Düsseldorfer Mittwochgespräche. Zudem initiierte er die alljährlichen Ferienaktion für Kinder, die zuhause bleiben mussten. Für diese gab es täglich ein Programm wie Fahrten ins Blaue, Kinobesuche oder Besuch einer Badeanstalt.

### Kampf für die Sittlichkeit
Mit seiner politischen und moralisch-sittlichen Gesinnung hielt er nie hinter dem Berg. So protestierte er 1951 gegen den Film Die Sünderin (mit Hildegard Knef), da er sich darüber empörte, wie der Film die Themen Prostitution, Suizid und Tötung auf Verlangen darstellte. Mit Jugendlichen organisierte er, entsprechend einer Predigt von Kardinal Joseph Frings als „Selbsthilfe“, Störungen von Filmvorführungen bis hin zum Abbruch einer Vorführung. Dabei wurden auch Stinkbomben in Kinosälen geworfen. Mit der herbeigerufenen Polizei gab es mehrmals Prügeleien. Zusammen mit einem Geistlichen und weiteren fünf Personen wurde er wegen Nötigung, groben Unfugs und Widerstand gegen die Staatsgewalt angeklagt und in erster Instanz freigesprochen. Nachdem die Staatsanwaltschaft gegen den Freispruch in Revision gegangen war, hob der Bundesgerichtshof das Urteil auf, denn nicht das Gewissen der Angeklagten sei entscheidend, sondern die Frage, ob ihr Verhalten mit den Grundsätzen des Rechtsstaates vereinbar ist. Der Fall wurde zur Neuverhandlung an das Landgericht Duisburg verwiesen. Aufgrund des Straffreiheitsgesetzes von 1954 stellte das Landgericht den Prozess ein. Dank des Gesetzes, das dazu diente, NS-Belastete zu amnestieren, blieb er straffrei und durfte fortan in der Katholischen Filmkommission für Deutschland mitwirken.

## Ehrungen
- Papst Paul VI. verlieh ihm für seine Verdienste am 4. Juni 1975 den Titel Kaplan Seiner Heiligkeit (Monsignore).
- Am 23. November 1992 wurde er mit dem Verdienstorden des Landes Nordrhein-Westfalen ausgezeichnet.[17]
- Eine Grünanlage nahe der Bunkerkirche St. Sakrament an der Kreuzung Heerdter Landstraße – Kevelaerer Straße im Düsseldorfer Stadtteil Heerdt heißt nach ihm Pastor-Klinkhammer-Platz.

## Teilnachlass
Carl Klinkhammers Unterlagen zu den Düsseldorfer Mittwochgesprächen werden im Landesarchiv Nordrhein-Westfalen Abteilung Rheinland verwahrt und bilden dort den Bestand RW 0312.

## Schriften
- Kants Stellung zur Musik und ihre Würdigung durch Spätere. Bonn: Verein Studentenwohl, 1926 (Phil. Diss.).
- als Herausgeber und Mitverfasser: Versöhnte Christenheit. Christiana-Verlag, Zürich 1961.
- Auf dem Wege. Die Einheit im Gespräch der Kirche. Fredebeul & Koenen, Essen 1965.